# Neoscutopterus hornii
Neoscutopterus hornii är en skalbaggsart som först beskrevs av George Robert Crotch 1873.  Neoscutopterus hornii ingår i släktet Neoscutopterus och familjen dykare. Inga underarter finns listade i Catalogue of Life.